# Chance Campbell
Chance Campbell (Ellicott City, Maryland, 8 de octubre de 1999) es un jugador profesional estadounidense de fútbol americano que se desempeña en la posición de linebacker en Tennessee Titans, equipo de la National Football League (NFL).

## Carrera
Fue seleccionado en la sexta ronda en la Reunión Anual de Selección de Jugadores de la NFL de 2022. Hizo su debut profesional con el equipo Tennessee Titans, donde lleva jugando dos temporadas.